# Open AGH
Open AGH – repozytorium otwartych zasobów edukacyjnych (OZE) przygotowanych przez pracowników, doktorantów i studentów Akademii Górniczo-Hutniczej w Krakowie. AGH jako pierwsza w Polsce uczelnia wyższa oficjalnie włączyła się do ruchu otwartych zasobów edukacyjnych. Pomysłodawcą, twórcą i administratorem samego serwisu jest Centrum e-Learningu AGH.
Serwis został uruchomiony 8 stycznia 2010. 21 stycznia tego samego roku odbyła się konferencja prasowa, podczas której rektor AGH prof. Antoni Tajduś oficjalnie otworzył Open AGH.

## Zasoby w Open AGH
Według polityki serwisu nie ma żadnych limitów dotyczących typów czy formatu zasobu. Autorzy treści mogą dzielić się materiałami dydaktycznymi o dowolnej treści. Dowolność oznacza tu:
- tematykę (niekoniecznie związaną z własną działalnością naukową lub zawodową)
- rodzaj zasobów (teksty, grafiki, nagrania audio i wideo, animacje, itp.)
- techniczne formaty plików, w jakich zapisane są te zasoby
- wykorzystywane metody dydaktyczne (pełne kursy, sylabusy, wykłady, ćwiczenia, testy, itp.)

W chwili uruchomienia serwisu Open AGH, baza liczyła 69 kursów, których według szacunków własnych serwisu, przestudiowanie zajęłoby jednej osobie 1000-1500 godzin nauki

## Zasady korzystania
Aby korzystać z zasobów Open AGH nie jest wymagana rejestracja. Dostęp jest nieograniczony i darmowy. Materiały umieszczone w Open AGH objęte są licencją Creative Commons-Uznanie autorstwa-Użycie niekomercyjne-Na tych samych warunkach Polska 3.0 (CC-BY-NC-SA).

## Zasady umieszczania zasobów
Autorami treści zamieszczanych w Open AGH mogą być wyłącznie pracownicy, doktoranci i studenci AGH. Osoby z innych instytucji nie mogą umieszczać swoich zasobów edukacyjnych w serwisie, za to mogą bez ograniczeń wykorzystywać zawartość Open AGH. Studenci i doktoranci AGH mogą zamieszczać materiały wyłącznie po akceptacji opiekunów naukowych, będących pracownikami AGH i biorących merytoryczną odpowiedzialność za pochodzące od studentów i doktorantów treści.

## Członkostwo w organizacjach
Dzięki Open AGH, Akademia Górniczo-Hutnicza jest pierwszą polską uczelnią należącą do OpenCourseWare Consortium (OCWC), w którego ramach uczelnie z całego świata udostępniają gromadzone przez siebie otwarte zasoby edukacyjne.